# Juan Carlos Camer Padula
Juan Carlos Camer Padula (Campana, província de Buenos Aires, 22 de març de 1922, 28 de maig de 1997) va ser un futbolista argentí de la dècada de 1940.

## Trajectòria
Jugava d'extrem dret. Es formà al Tigre del seu país natal. Més tard jugà a Newell's Old Boys, Racing Club i Rosario Central. A continuació jugà a Veneçuela, i el 1948 fitxà pel RCD Espanyol, on romangué durant dues temporades. La seva darrera temporada fou al CD Málaga.